# Iso Hangasjärvi (sjö i Lieksa, Norra Karelen, 63,28 N, 30,17 Ö)
Iso Hangasjärvi är en sjö i kommunen Lieksa i landskapet Norra Karelen i Finland. Sjön ligger 120,8 meter över havet. Den är 10 meter djup. Arean är 87 hektar och strandlinjen är 8,49 kilometer lång. Sjön  ingår i Vuoksens huvudavrinningsområde.   Den ligger omkring 77 kilometer norr om Joensuu och omkring 440 kilometer nordöst om Helsingfors. 
I sjön finns öarna Isosaari och Suosaaret. 